# NAL RTA-70
Il NAL RTA-70 (Regional Transport Aircraft) è un progetto di aereo di linea regionale biturbina o bigetto, ad ala alta, dell'indiana National Aerospace Laboratories in collaborazione con HAL e la tedesca Diehl Aerospace.

## Sviluppo
All'inizio del 2007 le indiane NAL e HAL decisero di sviluppare un progetto di aereo civile con capacità tra i 50 e i 70 posti, con l'ipotesi di una versione che arrivasse fino a 100 passeggeri e che, nella fase iniziale, potesse essere equipaggiato di motori a turboelica oppure a getto, e per questo erano iniziati dei contatti con la canadese Pratt and Whitney e la statunitense General Electric.
La stima di produzione è fatta sulla base del fabbisogno indiano, sia civile che militare, di circa 400 aerei per collegamento regionale e a corto raggio, per la sostituzione di velivoli come il Dornier Do 328, l'Avro RJ e l'Antonov An-32, in grado di competere con l'ATR, principale esportatore in India di aerei turboprop.

### Storia
Nell'agosto del 2007 il direttore del programma NAL Saras, primo aereo civile costruito in India, dichiarò che nell'arco di tempo di 7-8 anni l'India avrebbe fatto volare un aereo passeggeri capace di 70 posti.
Nell'agosto 2008 l'ex presidente indiano Abdul Kalam, considerato in patria come il padre del programma missilistico, dichiarò che era possibile che l'India sviluppasse un aereo civile dai 50 ai 90 posti entro il termine del 2020. Nell'ottobre dello stesso anno il "Controller and Auditor General" dell'India impose però alla NAL di differire i progetti su un aereo da 70 posti a causa dei ritardi nei programmi riguardanti lo sviluppo e la commercializzazione del NAL Saras e del NAL Hansa.
A settembre dello stesso anno prese il via, dal ministero della difesa indiano, un secondo progetto di aereo regionale, con capacità dai 70 ai 110 posti e autonomia per 3 000 km, con al centro l'azienda statale Hindustan Aeronautics e aperto alla partecipazione di aziende estere. Lo sviluppo venne previsto in 6 anni per un costo stimato di 40 miliardi di Rupie.
All'edizione 2010 di "India Aviation" NAL ha esposto il mock-up della cabina del progetto RTA-70. Alla fine dello stesso anno NAL ha dichiarato di essere stata incaricata dal governo indiano di prendere in esame la possibilità di utilizzare motori a turboventola anziché a turboelica, e di presentarne uno studio entro aprile 2011. Per questo sono stati avviati contatti con General Electric, Pratt & Whitney, Rolls-Royce e Snecma.

### Velivoli comparabili
Canada
- Bombardier Q Series

 Cina
- Xian MA60

 Italia
- ATR 72

 Russia
- Ilyushin Il-114